# B2N2C
B2N2C (Business to Network to Consumer) es un modelo de e-commerce basada en la utilización de redes de tiendas especializadas en el entorno cercano del consumidor.
Estas redes de tiendas forman supermercados unificados virtualmente y distribuidos espacialmente, y ofrecen a los clientes una oferta comparable a la de las grandes superficies clásicas. Especialmente pensado para productos de gran consumo (alimentación, hogar e higiene), este modelo también es aplicable en otros sectores económicos.

## B2N2C vs B2C
La utilización de estas redes de tiendas permite superar las limitaciones actuales del comercio electrónico clásico B2C (Business To Consumer), provocadas principalmente por las dificultades en la logística urbana (tráfico elevado, entregas en altura, entregas alejadas de las rutas principales) y por las características de los consumidores (estrechas ventanas temporales para la recepción de los pedidos).
La superación de estos problemas se basa en la consolidación de los pedidos en las tiendas del entorno cercano, haciéndose la entrega en planta baja, con mayor independencia de la ventana temporal del cliente y permitiendo el uso de horas del día no saturadas por el tráfico.
La entrega final al cliente se realiza desde la red de tiendas, mediante una logística de proximidad, o bien es el cliente quien recoge el pedido en la red.

## Tecnología
B2N2C integra para su funcionamiento óptimo varias tecnologías, como Internet de acceso fijo o inalámbrico, GIS, telefonía móvil y sistemas de pago eficientes. La utilización conjunta de dichas tecnologías, junto con la arquitectura distribuida y cercana al consumidor, permite que el modelo B2N2C suponga un relanzamiento del saturado B2C en el sector de gran consumo, favoreciendo una generalización del comercio electrónico.

## Historia
El concepto B2N2C fue desarrollado a principios del año 2007 por el ingeniero español Francisco Álvaro González y presentado al público en el XI Congreso Nacional de Internet, Telecomunicaciones y Sociedad de la Información. Tras presentarse en varios certámenes, como el “6º Concurso de Emprendedores Universitarios”, patrocinado por el Grupo Joly y EOI (Escuela de Negocios), y al Spin Off de la Universidad de Málaga en su edición de 2007, fue llevada a la práctica con experiencias piloto en la ciudad de Málaga durante el 2007.